# 10410 Yangguanghua
10410 Yangguanghua este o planetă minoră (asteroid), cu un diametru de 11,039 km, din centura de asteroizi. A fost descoperită pe 4 decembrie 1997 la Xinglong Station⁠(d) de Beijing Schmidt CCD Asteroid Program⁠(d) și a fost numită după Yang Guanghua⁠(d). 
Obiectul prezintă o orbită caracterizată de o semiaxă mare de 3,1650137 UAi, o excentricitate de 0,14, o înclinație de 7,93328 ° în raport cu ecliptica.